# Lebia esurialis
Lebia esurialis är en skalbaggsart som beskrevs av Thomas Casey. Lebia esurialis ingår i släktet Lebia och familjen jordlöpare. Inga underarter finns listade i Catalogue of Life.